# Prosper Valmore
François Prosper Lanchantin, dit Valmore (Rouen, 18 octobre 1793 - Clamart, 26 octobre 1881), est un acteur et écrivain français. 

## Biographie
Fils d'un acteur, André-Prosper, dit Lanchantin père ou Valmore père, Prosper Lanchantin est envoyé en Italie auprès d'un oncle, Louis François Lanchantin, général de brigade pour y apprendre la carrière des armes. En 1810, il est ainsi à Gaète où son oncle est nommé gouverneur mais celui-ci est tué en 1812 à la bataille de Krasnoï.
Prosper Lanchantin s'engage alors dans le théâtre à Rouen où son jeune age lui permet de jouer régulièrement et avec succès (1812). Aidé par les relations de son père, il débute la même année au Théâtre Français dans le rôle de Ninias de Sémiramis de Charles-Simon Catel puis joue Hippolyte dans Phèdre ou encore Martius dans Héraclius. Il tourne à Orléans, Nantes et Bruxelles, où il se marie en 1817 avec sa partenaire de scène Marceline Desbordes. Mais, brouillé avec sa protectrice (Mademoiselle Raucourt) et son père prenant sa retraite, il est engagé en 1819 par l'Odéon où il reste deux ans avant de jouer à Lyon, Bordeaux et Rouen (1821-1833) avant de retourner à Lyon (1833-1839) où il tient de nombreux premiers rôles. En 1838, il joue à Milan en compagnie de Mademoiselle Mars et résilie son contrat à Lyon au début de 1840.
En septembre 1840, il s'engage à Bruxelles où il joue plusieurs rôles mais, se blessant à la jambe lors des répétitions de La Fille du Cid de Casimir Delavigne doit abandonner le théâtre. Contrairement à ce qu'écrivent un grand nombre de biographies modernes liées à son épouse, Valmore était un acteur réputé talentueux et de qualité.
Codirecteur du théâtre de la Monnaie avec Charles Hanssens et Jacques Van Caneghem (1846), sous-bibliothécaire à la Bibliothèque impériale (1852), Valmore est surtout connu pour avoir épousé le 4 septembre 1817, à Bruxelles, la poétesse Marceline Desbordes-Valmore dont il aura quatre enfants : Junie (morte trois semaines après sa naissance), Hippolyte (1820-1892), Hyacinthe (1821-1853), dite Ondine et Inès (1825-1846). Leur correspondance a été publiée en 1924 aux Éditions de La Sirène.

## Écrits
On lui doit des articles de physiologie dramatique et des études grammaticales pratiques publiés pour la plupart dans le Journal des Comédiens, signés de la lettre L, où il publie aussi sous son nom un Projet de constitution dramatique.
Il publie aussi quelques vers, notamment les poèmes « À celle que j'aime » dans le journal bordelais Le Kaléidoscope en 1828, publié sous le titre « À Marceline » dans le recueil Mosaïque poétique de 1834, où paraissent aussi ses poèmes « À Paganini », « La Sœur du démon » (déjà publié en juin 1833 dans la Revue de Rouen et de Normandie, et publié de nouveau en 1836 dans La Corbeille d'or) et « L'impie ». Son poème « Le retour de l'année » est publié en 1830 dans le Journal des Comédiens. 